# Болдуи
Болдуи (бел. Болдуі) — посёлок в Октябрьском сельсовете Буда-Кошелёвского района Гомельской области Белоруссии.
На юге граничит с лесом.

## География
В 3 км на восток от районного центра и железнодорожной станции Буда-Кошелёвская (на линии Жлобин — Гомель), 49 км от Гомеля.

## Транспортная сеть
Транспортные связи по просёлочной, затем автомобильной дороге, которые идут от Буда-Кошелёво.
Планировка состоит из короткой улицы, ориентированной с юго-запада на северо-восток, застроенной деревянными домами усадебного типа.

## История
Основан в начале 1920-х годов на бывших помещичьих землях. В 1926 году хутор. В 1959 году в составе совхоза «Дуравичский» (центр — деревня Дуравичи).
До 16 декабря 2009 года в составе Дуравичского сельсовета.

## Население

### Численность
- 2004 год — 8 хозяйств, 17 жителей.

### Динамика
- 1926 год — 1 двор, 5 жителей.
- 1959 год — 67 жителей (согласно переписи).
- 2004 год — 8 хозяйств, 17 жителей.